# مغان، بیله‌سوار
مغان (به ترکی آذربایجانی: Muğan) یک منطقهٔ مسکونی در جمهوری آذربایجان است که در شهرستان بیله‌سوار واقع شده است. مغان ۳۱۰ نفر جمعیت دارد.